# Kościół św. Stanisława Biskupa Męczennika w Brześciu Kujawskim
Kościół Świętego Stanisława Biskupa Męczennika w Brześciu Kujawskim – rzymskokatolicki kościół parafialny w Brześciu Kujawskim, w powiecie włocławskim, w województwie kujawsko-pomorskim. Należy do dekanatu brzeskiego. Mieści się przy Placu Władysława Łokietka.

## Historia, architektura i wyposażenie
Świątynia została zbudowana około 1332 roku, i powiększona w XV wieku. Kościół pierwotnie miał trzy nawy. W grudniu 1435 roku biskup krakowski Zbigniew Oleśnicki i biskup warmiński Franciszek Kuhschmalz w otoczeniu negocjatorów polskich i krzyżackich odczytali w kościele uroczyście postanowienia Pokoju brzeskiego z Zakonem Krzyżackim, a następnie odśpiewano "Te Deum laudamus". 
Kościół odbudowano po pożarze w 1556. W czasie Potopu szwedzkiego kościół został w 1657 roku podpalony, w wyniku czego zniszczony został dach i sklepienia. 
W 1710 roku z inicjatywy Tomasza Niemierzy archidiakona włocławskiego, wnętrze kościoła zostało przykryte stropem wspartym na rzędzie filarów dzielącym nawę na dwie części oraz dodano na dachu nowe szczyty w stylu barokowym. W 1806 roku kościół z powodu złego stanu technicznego został zamknięty. W 1812 roku wykorzystany przez wojska francuskie jako magazyn. Kościół został gruntownie odrestaurowany w latach 1819–1830. W 1867 roku przeprowadzono remont staraniem proboszcza Benedykta Cynka i wikariusza Ignacego Płoszczycy. W 1874 roku zburzono kaplice przylegające do kościoła.  
Świątynia została regotyzowana w latach 1907 –1909 według projektu architekta Tomasza Pajzderskiego. W trakcie tych prac przywrócono pierwotne filary międzynawowe, zrekonstruowano sklepienia, szczyty podniesiono do pierwotnej wysokości i nadano im formę neogotycką oraz wybudowano dwie kaplice. W latach 80. XX wieku usunięto z kościelnego dachu historyczną dachówkę ceramiczną i w jej miejsce położono blachę. W latach 90. XX wieku skradziona została metalowa gotycka puszka z XV wieku. 
Wewnątrz znajduje się:
- w południowej bocznej kaplicy gotycka rzeźba Pokłonu Trzech Króli, będąca fragmentem późnogotyckiego tryptyku z około 1520 roku, wykonanego przez jednego z uczniów Wita Stwosza,

- witraże pochodzą z lat 1909–1911 i zostały zaprojektowane przez Konrada Krzyżanowskiego,
- polichromia została wykonana w latach 1925–1927 przez Juliusza Makarewicza z Krakowa[5], w tym fresk „Arcybiskup Janisław ogłasza Krzyżakom w tej świątyni surową naganę papieża Jana XXII za napady na Polskę".
- ołtarz główny z 1917 roku, autorstwa rzeźbiarza Stanisława Pawlaka z Warszawy[2]

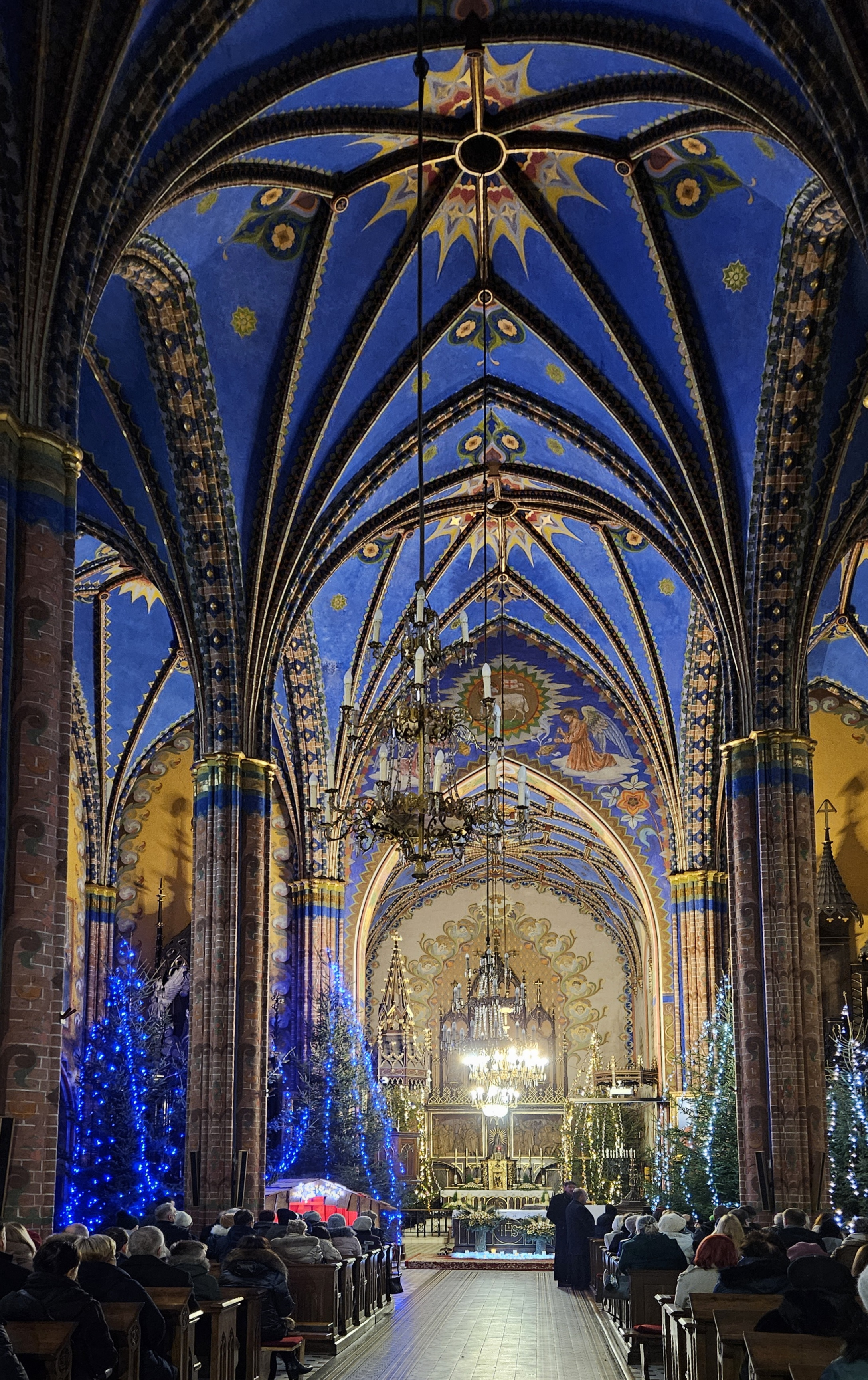
Neogotycka nawa główna
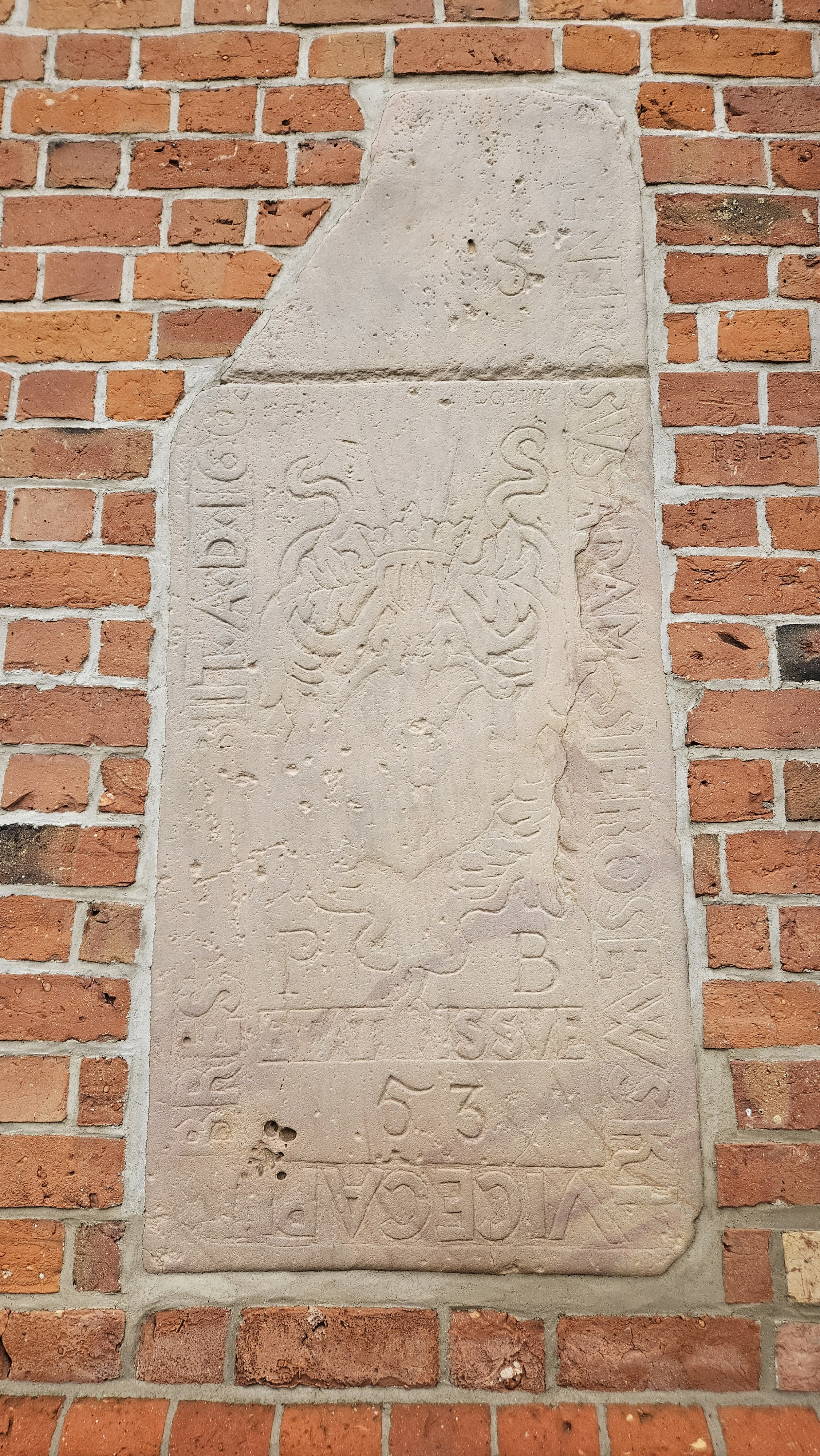
Tablica nagrobna z ok. 1600 r. podstarościego brzeskiego Adama Sieroszewskiego herbu Rola lub Poraj (Adam Sierosewski).
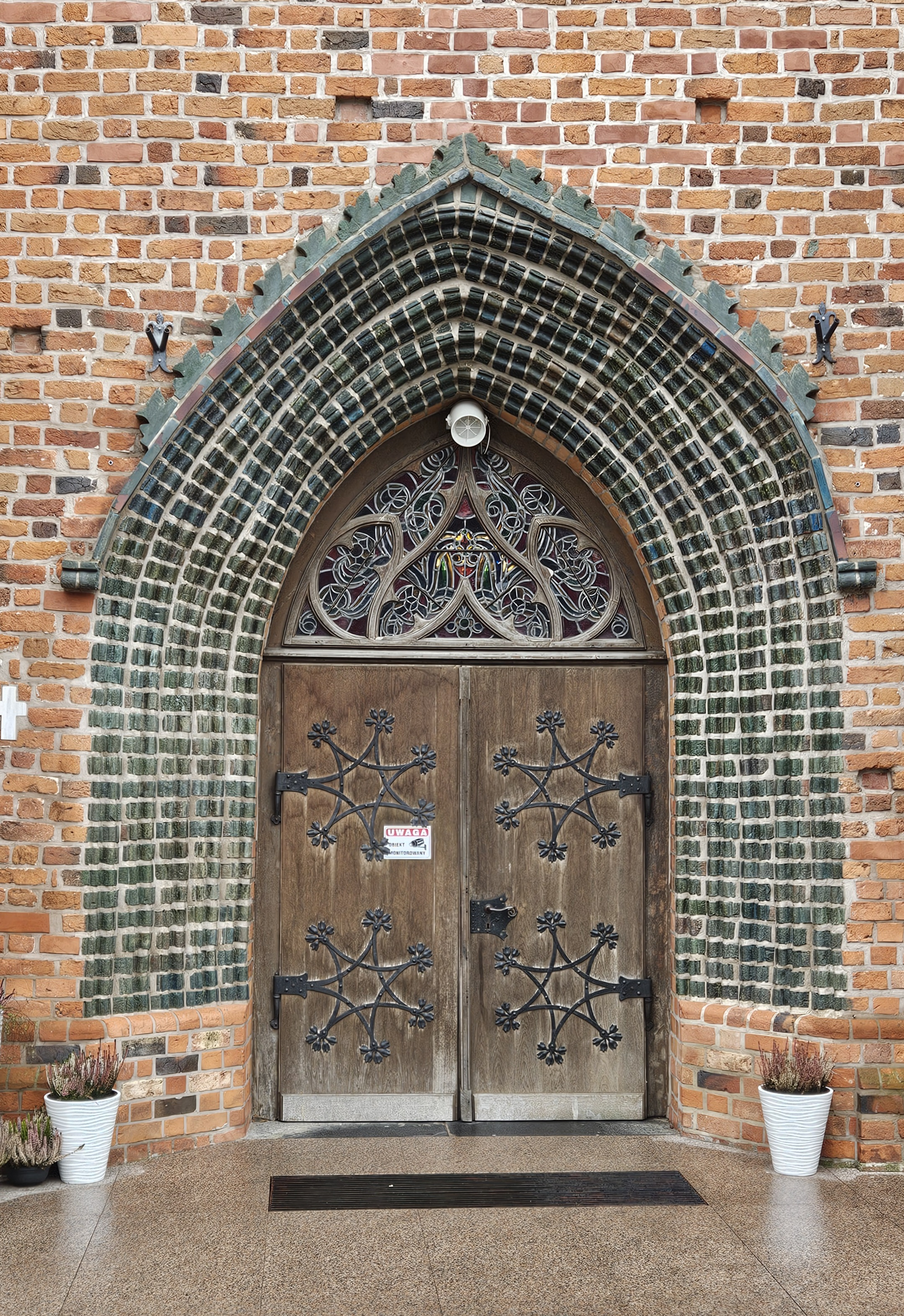
Portal główny
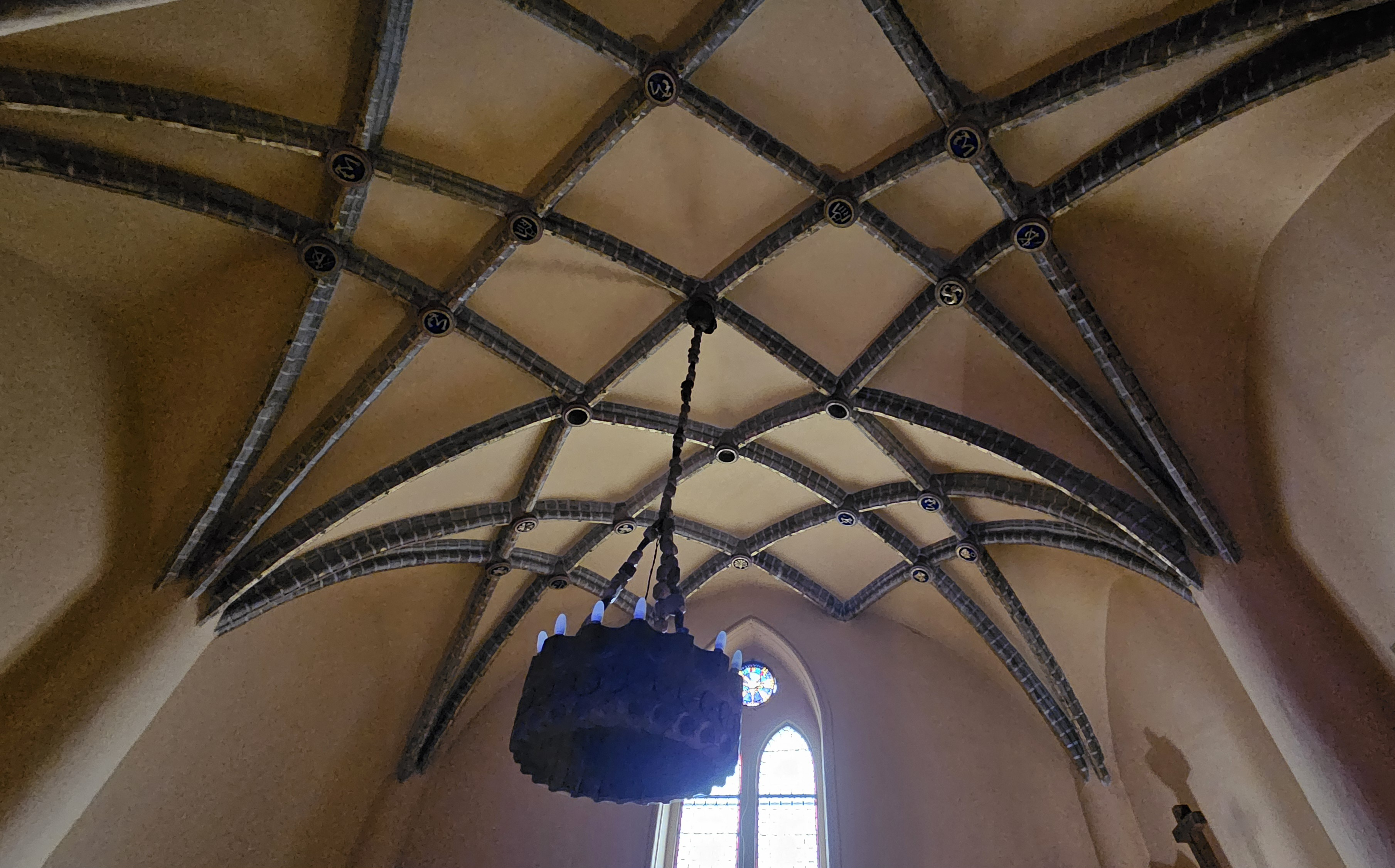
Neogotyckie sklepienie w kaplicy bocznej
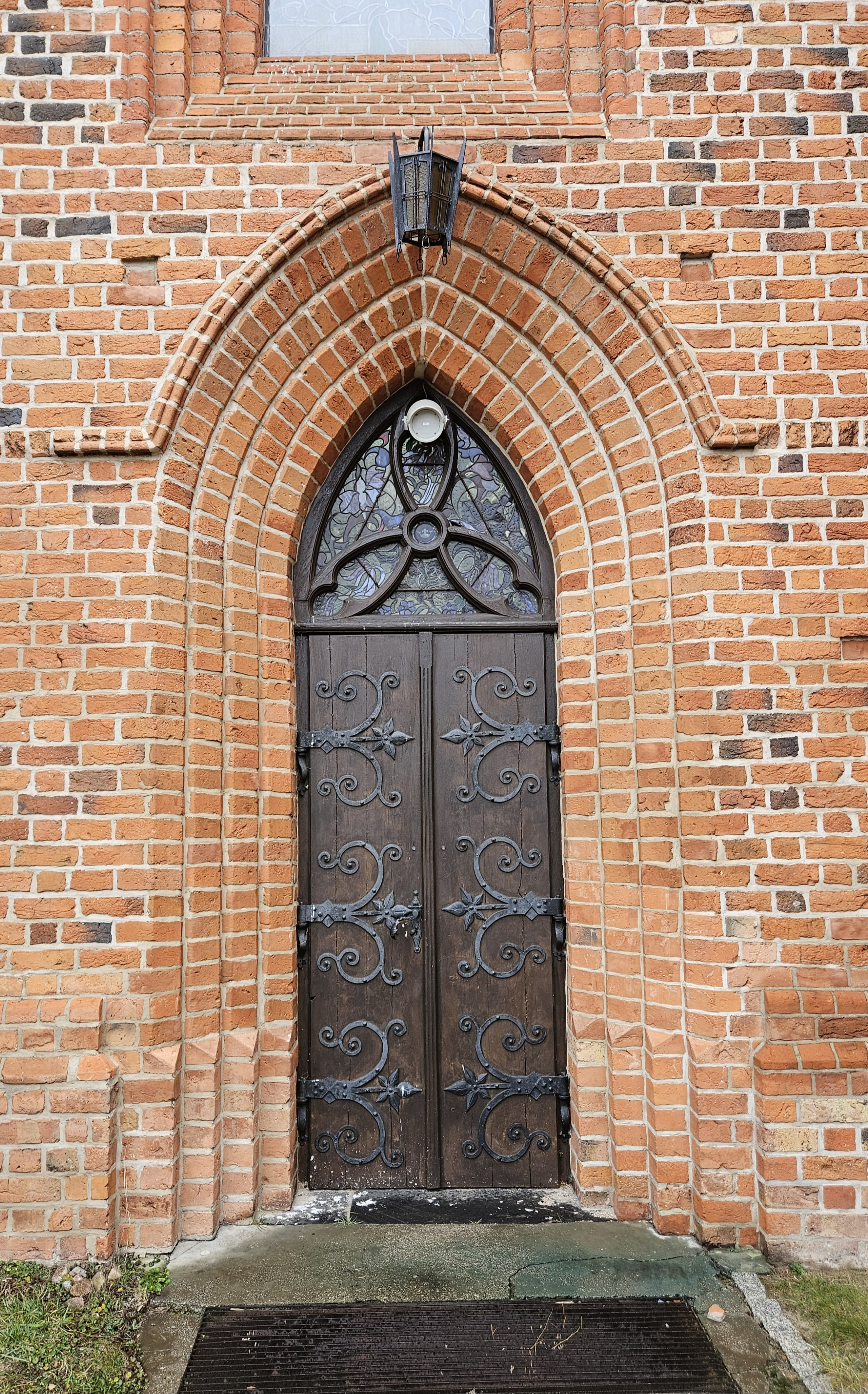
Portal boczny